# احمد سهروردی
شیخ‌زاده احمدابن‌السهروردی یا کوتاه شده احمد سهروردی (۶۵۴-۷۴۱ ه‍.ق) شناخته به شیخ‌زاده، خوشنویس برجسته دوره ایلخانی و یکی از شش نفر هنرآموز و هنرآموخته مکتب یاقوت مستعصمی یا اصحاب سته است. سهروردی خود در تاریخ سترگ هنر خوشنویسی ایران و جهان اسلام جایگاه ویژه داشته و به یاقوت ثانی شهره می‌باشد. در مورد زادگاه این خوشنویس اختلاف نظر وجود دارد، برخی زادگاه او را بغداد ذکر کرده‌اند، و شماری دیگر شهر سهرورد ، در استان زنجان را زادگاه او میدانند.

## زندگی نامه
سهروردی حدود سال ۶۵۴ هجری قمری ولادت یافته و پس از سال ۷۲۸ و احتمالا ۷۴۱ هجری قمری درگذشته و وفات یافته و در شهر بغداد مدفون شده‌است.اجداد او از شهر سهرورد، واقع در نوزده کیلومتری جنوب غربی شهر قیدار در استان زنجان بوده‌اند و به نظر می‌رسد حین استیلای مغول بر سهرورد و کشتار فجیع مردم آن در سال ۶۱۶ ه.ق ،به مقصدی نامعلوم ترک دیار نموده‌اند و بعدها شیخ احمد برای بهره‌مندی از وجود هنرمندان نامی هنر خوشنویسی چون جمال‌الدین یاقوت مستعصمی و دیگران به بغداد سفر کرده و آنجا ماندگار شده‌است،شاید دلیل اصلی هجرت وی به بغداد ناهمگون یا نامناسب بودن وضعیت اقتصادی ،معیشتی و امنیتی بخاطر حملهٔ ویرانگر مغول به ایران بوده‌است.مقارن با حمله اول مغول به ایران در سال ۶۱۶ ه. ق  اهالی سهرورد که در اوج تعالی دینی بودند حملهٔ بیگانه را برنتافتند و درافش ایستادگی برافراشتند ،از همین رو قتل و عام وسیع اتفاق افتاد و بسیاری از انسان‌های متعالی ساکن در سهرورد کشته شدند و افرادی که جان سالم به در بردند به شهرهای دیگری از جمله بغداد رفتند،به همین خاطر است که از میان انبوه نامدارانی که بعد از عهد مغول زیسته‌اند و اصلشان به سهرورد برمیگردد،هیچ یک در دیار آبا و اجدادی خویش ساکن نبوده‌اند.این دیار در سال‌های قبل از تهاجم مغول به ایران شاهد شکوفایی علم،فرهنگ و هنر اسلامی بوده‌است،چرا که با اندک نگاهی به تاریخ ولادت تمام نامدارانی که از سهرورد برخاسته اند،قرابت زمانی با زمان تهاجم مغولان به ایران وجود دارد.
چنانچه سهروردی در آثارش تصریح کرده، خانواده وی منسوب به سهرورد (نام شهری در زنجان) بوده و اصالتا ایرانی بوده‌است، زبان مردم این شهر در آن زمان ، پارسی پهلوی بوده است او در برخی از امضاهایش نام پدر و اجداد خویش را چنین نوشته‌است: «احمدبن یحیی‌بن محمدسهروردی» این هنرمند در پشت صفحه آخر کتاب نهج‌البلاغه که به شیوه ثلث و نسخ در غایت هنرمندی نوشته‌است، آورده «هذا کتاب نهج‌البلاغه الیاقوت‌الثانی شیخ‌زاده السهروردی کان...» از این نوشته برمی‌آید سهروردی ایرانی است که خود را شیخ‌زاده می‌نامد. از طرفی او را فرزند شهاب‌الدین عمر سهروردی است.
احمد سهروردی شاگرد یاقوت مستعصمی است و از دیگر شاگردان وی چون ارغون بن عبدالله کاملی، یوسف شاه مشهدی، مبارک شاه بن قطب، ملقب به زرین قلم، سیدحیدر گنده‌نویس (جلی‌نویس) و نصراله طبیب ملقب به صدر عراقی که به اصحاب سته معروف می‌باشند سرآمد بود. تنها شاگرد یاقوتی است که این افتخار و اجازه را داشته پائین دست آثار خود اسم استاد را کنار نام خود رقم زند. او به شیوایی خط یاقوت نوشته و قلم بر کاغذ نهاده و مرکب نشانده‌است و کاری کرده‌است که آثار بجا مانده از او را بسیار مشکل توانسته‌اند، از آثار یاقوت شناسایی کنند. در نوشتن خطوط متداول آن دوران که به خطوط یا اقلام سته یا اصول معروف بوده‌است و شامل شیوه‌های ثلث، محقق، ریحان، توقیع، و رقاع، می‌شد ماهر بوده و نسخ را به استادی تمام می‌نوشته و معروف است که وی این خط را زیباتر از یاقوت می‌نوشته و خود یاقوت به برتری سهروردی در کتابت قلم نسخ اشاره کرده‌است. در نوشتن خط محقق سهروردی بعد از یاقوت پنجمین استاد این شیوه زیبای خط بود. و در تحریر خط رقاع در مرتبت ششمی استادی قرار داشته‌است.
قسمت اعظم آثار این هنرمندان چیره‌دست در طول تاریخ از بین رفته به ویژه به دنبال تاراج و یغمای ربع رشیدی در تبریز در پی قتل خواجه رشیدالدین فضل‌الله و فرزندش غیاث‌الدین که هر دو هنر و هنرمند را ارج می‌نهادند از بین رفت. این هنرمند خوشنویس بطوری‌که نوشته‌اند در علوم اسلامی متداول عصر خود نیز دستی داشته و موسیقی را از صفی‌الدین ارموی فرا گرفته بود.
شیخ‌زاده احمد سهروردی که تبارش به سهروردی زنجان می‌رسد ظاهراً در سال ششصد و پنجاه و شش در بغداد می‌زیست و از حمله مغولان و کشتار دارالاسلام جان بدر برد و سالیان دراز در میان رودان و آذربایجان زیست و در استنتاج و استکتاب قرآن کریم به خلق آثاری به شیوه محقق جلی دست یازید که برخی از قطعات و جزوات آن دوره اینک زینت‌بخش موزه‌ها و مجموعه‌های معتبر هنر اسلامی است.

## آثار

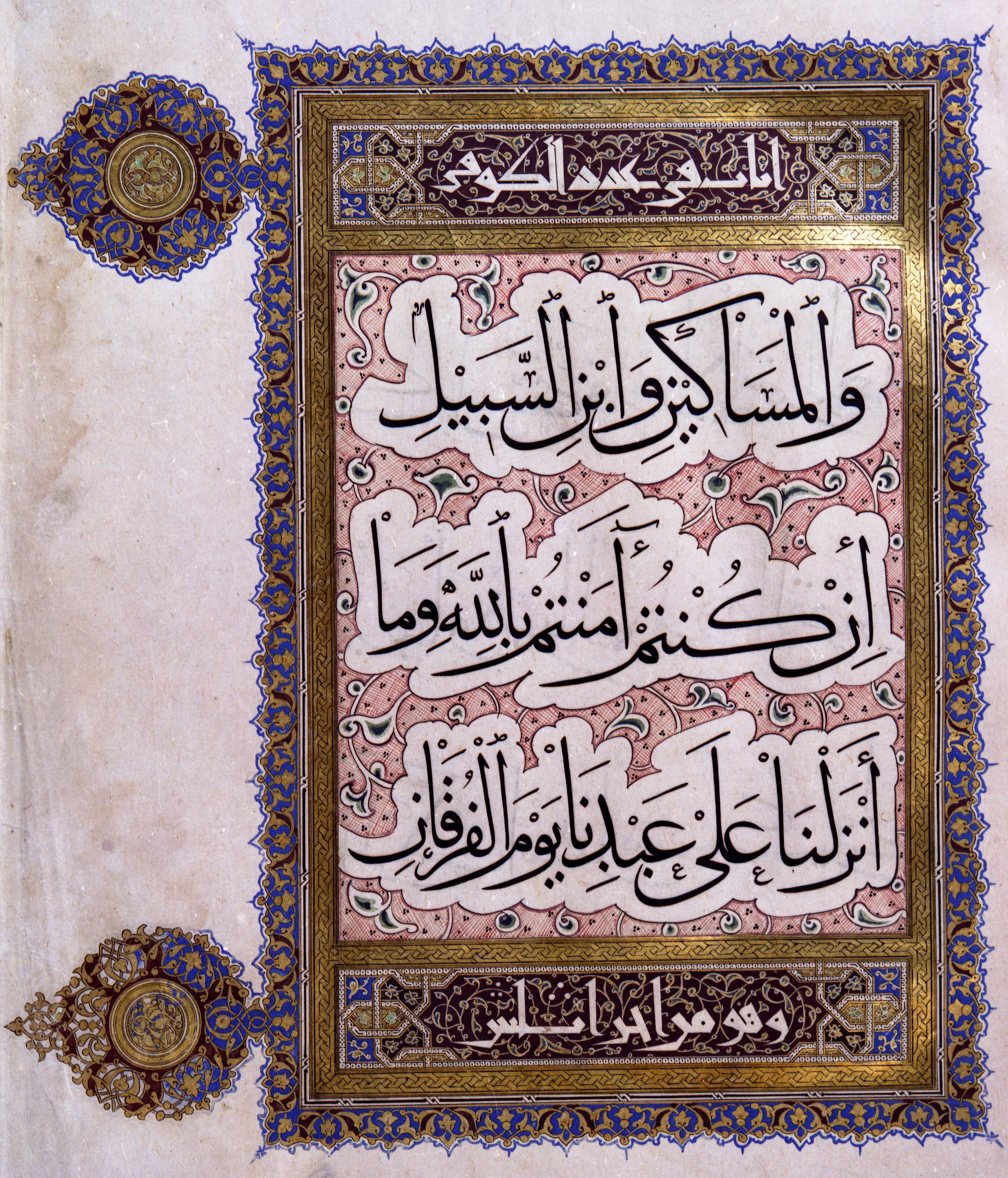
برگی از یک نسخهٔ خطی قرآن به خط احمد سهروردی، محفوظ در موزه ملی ایران

برای شناسایی آثار سهروردی که هفتصد سال از زمان زندگانی این هنرمند شهیر می‌گذرد باید غبار هفت قرن را زدود تا به تعدادی از آثارش دست یافت همانطوری‌که اشاره رفت بسیاری از دست نوشته‌های استاد طی قرون گذشته و گذر زمانی و تخریب آگاهانه که ناشی از حسادت و بخل بوده از بین رفته‌است ما امروز می‌توانیم به برخی از آثار شناخته شده و موجود وی اشاره کنیم. آثاری که از سهروردی موجود است شامل کتابت کلام‌ا...مجید، نهج‌البلاغه، کتب ادعیه، کتب دیگر و برخی قطعات و مرقعات است که اشاره به همه آن‌ها ممکن نیست.
در برخی از منابع حدود سی و سه نسخه کتابت قرآن را به سهروردی نسبت داده‌اند. از مهم‌ترین آثار به جا مانده سهروردی می‌توان به آثار زیر اشارت کرد:
- قرآن سلطانی کوچک مذهب جلد ضربی ممتاز. نسخ نیم دانگ جلی خوش یاقوتی و ثلث دو دانگ جلی عالی رقم سال ۷۱۸ که در موزه اسلامی کشور ترکیه نگهداری می‌گردد.

- قرآن «چهار جز و در چهار جلد رحلی کوک جلد تیماج عنابی ضربی لولادار صفحه اول هر جز قرآنی تمام مذهب مرصع ممتاز ثلث جلی عالی با رقم... احمدبن السهروردی سال ۷۰۶ که در موزه ایران باستان موجود است.

- نهج‌البلاغه با کتابت نسخ عالی و ثلث دو دانگ جلی عالی سال ۷۲۸ در کتابخانه کاخ گلستان نگهداری می‌شود.

- بیست و هفت صفحه از مرقع سلطان حسین میرزا شاه طهماسب به خط ریحان و ثلث سه دانگ جلی ممتاز و نسخ کتابت یاقوتی عالی و توقیع و رقاع دو دانگ عالی با رقم «کتیبه الفقیرانی الی الله تعالی احمدبن السهروردی جائرالله علی نعمه».

- یک صفحه از مرقع مالک ریحان سه دانگ جلی ممتاز با رقم «کتیبه الفقیرالی رحمته الله عز و جل احمدالسهروردی فی ذی‌الحجه» در موزه توپ قاپوی ترکیه.

- سه صفحه از مرقع بایقرا- طهماسب به خط توقیع دو دانگ عالی با رقم «کتیبه البعد الفقیر المستغفر من ذنبه الراجی رقمه ربه احمدبن السهروردی فی اواخر ذیقعده الحرام من سنته عشر و سبع مائه جائرالله ۷۱۰» در موزه توپ قاپوری ترکیه.

- چهار صفحه از مرقع با یقرا- طهماسب به خط ثلث چهار دانگ جلی ممتاز و نسخ کتابت عالی و توقیع نیم دانگ عالی با رقم «کتیبته النصرالی الله تعالی احمدبن السهروردی...» در موزه توپ قاپوری ترکیه.

از نظر کتاب‌آرایی پاره‌ای از آثار این خوشنویس از جمله مجلدات سی جزء قرآن رحلی توسط محمدابن‌ایبک هنرمند نام‌آور بزرگ عصر مذهب و تزیین شده‌است، این هنرمند چیره‌دست با وسواس و دقت بیشتری در امر صفحه‌آرایی کار کرده و در طراحی سرلوح‌های سوره‌ها که به خط کوفی نوشته شده ترنج‌های سر سوره‌ها حواشی صفحات نشانه‌های محاسباتی آیات و علایم وقف حزب، جزء و پایانی و... هنری ماندگار از خود بر جای گذاشته‌است.